# George Summers
George F. Summers (datas desconhecidas) foi um ciclista britânico. Defendeu as cores do Reino Unido nos Jogos Olímpicos de 1908, em Londres.